# Furacão Humberto (2007)
O furacão Humberto foi a tempestade que teve a mais rápida formação e desenvolvimento do que qualquer outro ciclone tropical que se formou na bacia do Atlântico na história num período de 18 horas; desenvolvendo-se em 12 de setembro de 2007 na parte noroeste do Golfo do México, o ciclone rapidamente e atingiu High Island, Texas com ventos de 150 km/h na manhã de 13 de setembro. o furacão rapidamente se enfraqueceu assim que seguia sobre terra e em 14 de setembro, o sistema começou a se dissipar sobre o noroeste da Geórgia assim que ele começou a se interagir com uma frente fria que se aproximava. Humberto foi a oitava tempestade que recebeu um nome e o terceiro furacão da Temporada de furacões no Atlântico de 2007 e tornou-se o primeiro furacão a atingir os Estados Unidos desde o furacão Wilma em 2005. os danos causados por Humberto foram estimados em $50 milhões de dólares.

## História meteorológica

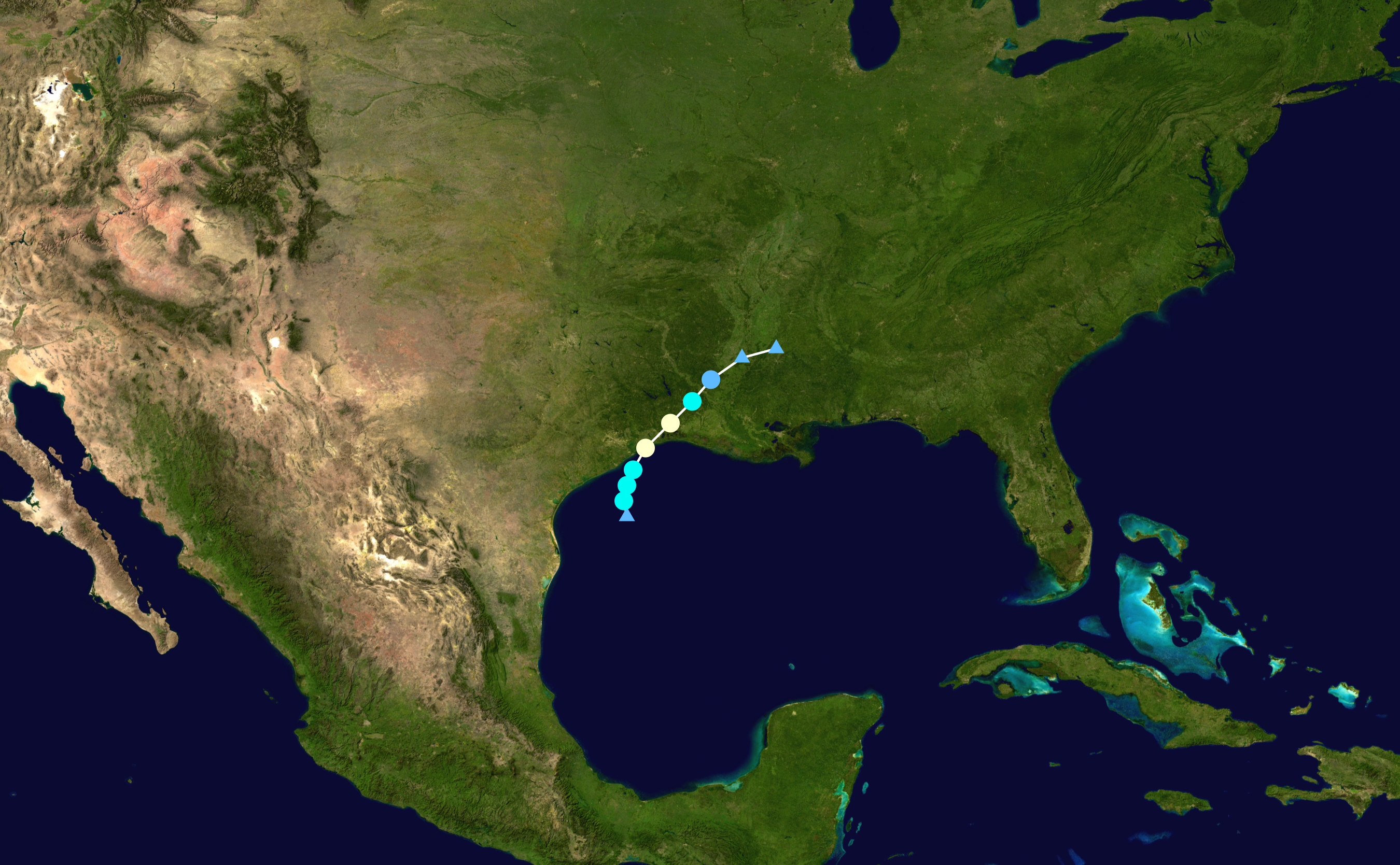
O caminho de Humberto

Humberto formou-se de remanescentes de um cavado frontal (o mesmo sistema que porventura formou Gabrielle) que estava deixando a costa sul da Flórida, no sudeste do Golfo do México em 5 de setembro. Este cavado continuou quase estacionário por vários dias e então moveu-se para oeste-noroeste por quase uma semana assim que uma área de alta pressão se formava sobre o sudeste dos Estados Unidos. Em 11 de setembro, o cavado estava localizado sobre o noroeste do Golfo do México. A partir daí, a convecção de ar aumentou acentuadamente perto do eixo do cavado naquele dia a pelo menos duzentas milhas ao sul de Galveston, Texas, Estados Unidos. Embora os temporais tenham diminuído naquela noite, uma fraca área de baixa pressão de superfície formou-se ao longo do cavado. A convecção de ar aumentou novamente perto da área de baixa pressão em 12 de setembro e já apresentava uma organização interna suficiente para que fosse declarado pelo Centro Nacional de Furacões como uma depressão tropical. Foi estimado que a depressão ganhou forma às 09:00 UTC de 12 de setembro; neste momento, a depressão estava localizado a 190 km ao sul de Galveston, Texas.
Um relato de um navio e dados de radar sugeriram que a depressão rapidamente se tornou uma tempestade tropical por volta de meio-dia UTC do mesmo dia e que o sistema movia-se lentamente para o norte. A intensa atividade de temporais e bandas de tempestade em espiral bem definidas continuaram perto do centro de Humberto e o pequeno ciclone tropical continuou a se fortalecer a apenas poucas milhas da costa do Texas. No final daquele dia, o sistema virou para norte-nordeste, contornando a periferia de uma grande área de alta pressão de médios níveis que estava sobre o sudeste dos Estados Unidos. Dados de radar indicavam que a tempestade tropical tinha se tornado um furacão a apenas 32 km ao sul de High Island, Texas, por volta das 04:00 UTC de 13 de setembro. Humberto continuou a se intensificar, alcançando o pico de intensidade, com ventos constantes de 150 km/h, assim que o centro atingiu a costa logo a leste de High Island, mais exatamente na área de refúgio da vida selvagem de McFaddin e Texas Point, por volta das 07:00 UTC de 13 de setembro. O furacão continuou a mover-se sobre o extremo sudeste do Texas, na área das cidades de Beaumont e Port Arthur e atingiu o extremo sudoeste da Luisiana, enfraquecendo-se para tempestade tropical a cerca de 120 km a oeste-noroeste de Lafayette. A tempestade enfraqueceu-se para depressão tropical perto de Alexandria, Luisiana no final daquele dia e dissipou-se sobre a porção central do Mississipi no dia seguinte. Humberto foi quarto ciclone tropical que se intensificou mais rapidamente no Atlântico, perdendo apenas para o furacão Celia, em 1970, e para os furacões Arlene e Flora em 1963. Também não há registros de intensidade desta magnitude tão perto da costa. A precipitação máxima associada a Humberto foi registrada em East Bay Bayou, Texas, com 359 mm de chuva acumulada.

## Preparativos

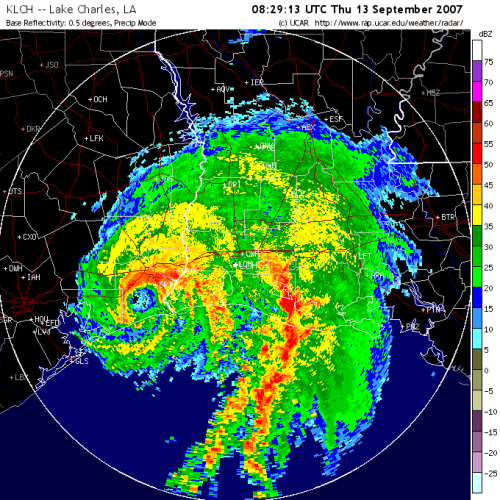
Imagem de radar do furacão Humberto perto de atingir a costa do Texas

Depois de se tornar um ciclone tropical, um aviso de tempestade tropical foi emitido para Port O'Connor, Texas até Cameron, Luisiana e um alerta de tempestade tropical de Cameron até Intracoastal City, Luisiana; depois que Humberto foi elevado para a categoria de furacão, o alerta foi substituído para aviso de tempestade tropical. Depois de tornar-se um furacão, o NHC emitiu um aviso de furacão de High Island, Texas, até Cameron, Luisiana. Um aviso de tempestade tropical em terra também foi emitido para várias paróquias no sudoeste da Luisiana. O centro de previsões de tempestade do serviço nacional de meteorologia dos Estados Unidos emitiu alertas de tornados para as paróquias costeiras do sudoeste da Luisiana. Todos os avisos e alertas foram cancelados assim que Humberto enfraqueceu-se para uma tempestade tropical. Antes de Humberto atingir a costa, as autoridades na Paróquia de Calcasieu, Luisiana recomendaram aos residentes que moravam em áreas de várzea ou em áreas sujeitas a enchentes a procurarem um local seguro. um abrigo foi preparado em Lake Charles, Luisiana, onde 29 pessoas ficaram durante a tempestade. Avisos e alertas de enchentes foram emitidos para porções do Mississipi e Luisiana assim que a tempestade cruzava a região.
Antes da chegada do furacão, o governador do Texas, Rick Perry, preparou recursos estaduais para as áreas que potencialmente seriam afetadas, incluindo o remanejamento de 200 soldados da força militar do Texas. Para as missões de procura e resgate, foram preparados seis equipes nos helicópteros e duas equipes para resgate em água. O centro de operações do estado do Texas foi ativado um pouco depois que o ciclone se desenvolveu.

## Impactos

### Texas

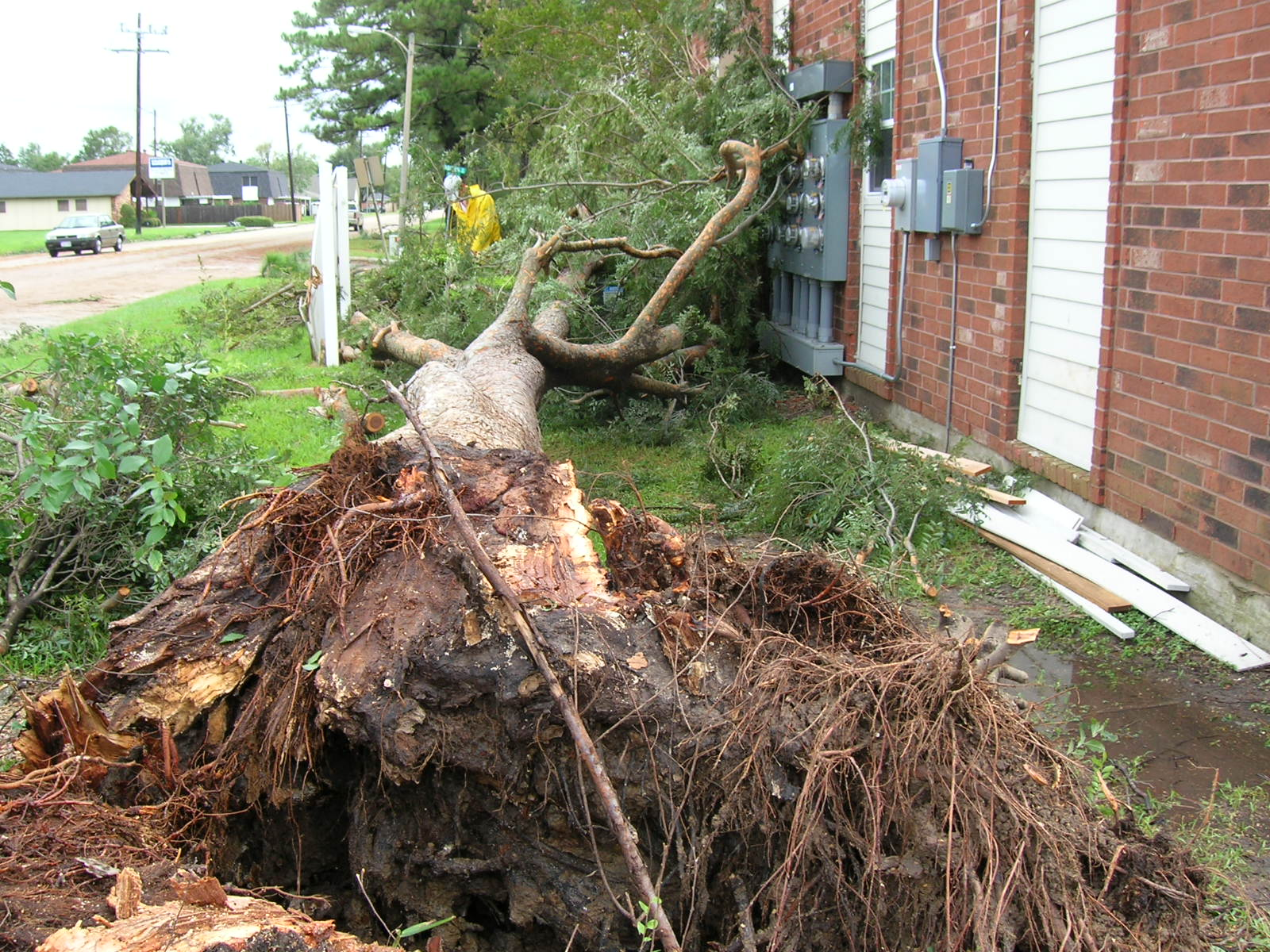
A queda de árvores sobre linhas de energia elétrica causou muitos problemas no sudoeste do Texas

Algumas horas antes do desenvolvimento da tempestade, tempestades exteriores ao sistema começou a se mover sobre porções da costa do Texas. Chuvas torrenciais causaram enchentes assim que os temporais passaram sobre a costa do Texas durante os dias seguintes; a precipitação no estado alcançou o pico de 358,9 mm em East Bay Bayou, Texas, o maior registro de precipitação associado ao furacão. Os ventos sustentados alcançaram os 112 km/h, com rajadas de 137 km/h no parque estadual Sea Rim, no Texas; o serviço nacional de meteorologia dos Estados Unidos estimou que as rajadas passaram de 145 km/h na parte suoeste do Condado de Jefferson e no extremo sudeste do Condado de Chambers. Antes de mover-se sobre a costa, Humberto elevou o nível da maré de tempestade para 0,87 m acima do normal na passagem de Rollover; a combinação da maré e as ondas produziram ressaca, mas em pequenas proporções.
O furacão Humberto deixou 10 casas completamente destruídas no Condado de Galveston, com outras 19 severamente danificadas no mesmo estado; várias outras casas foram destelhadas. Rodovias foram fechadas, deixando outras 5.000 casas isoladas no condado. A combinação de solo encharcado com fortes ventos derrubaram muitas árvores e postes de linhas de energia elétrica ao longo de seu caminho, com pelo menos 50 torres de transmissão de energia elétrica que caíram ou foram severamente danificadas; mais de 120.000 pessoas ficaram sem energia elétrica nos condados de Orange e Jefferson, e outras 118.000 pessoas no resto do Texas. Enchentes generalizadas ocorreram nos condados de Jefferson e Orange e no mínimo 20 casas no Condado de Beaumont foram alagadas. A passagem do furacão causou uma fatalidade no Texas; um homem em Bridge City foi morto quando a cobertura em frente a uma garagem caiu sobre ele devido ao vento forte.
A produção de petróleo foi prejudicada devido à passagem do furacão Humberto, pelo menos para quatro refinarias - as instalações da Valero, em Port Arthur, Texas e as instalações da ExxonMobil, da Total S.A. e da Motiva Enterprises em Beaumont pararam devido à falta de energia elétrica. O preço do petróleo subiu para $80,00 o barril durante o dia; no final do dia, o preço bateu o recorde de $80,09 por barril. O preço do gás natural subiu 8% previamente antes da chegada do furacão, mas diminuiu logo no dia seguinte.

### Luisiana
Passando sobre o estado como uma tempestade tropical em enfraquecimento, Humberto gerou ventos moderados sobre o sudoeste da Luisiana, sendo que foi registrado 61 km/h aos arredores do rio Calcasieu, o vento sustentado mais forte registrado no estado. oficialmente, as rajadas alcançaram 69 km/h no estado, mas um registro não-oficial de 89 km/h foi observado em Vinton, Luisiana. Chuvas torrenciais caíram em todo o estado, alcançando o pico de 2100 em DeRidder, Luisiana. A chuva causou alguns transbordamentos em alguns rios, e o Rio Vermilion em Lafayette, Luisiana, estava 0,29 m acima do nível normal. A maré causado pelo furacão foi mínimo na Luisiana, chegando a 0,65 m em Cypremont; nenhuma resaaca foi registrada no litoral da Luisiana.
Enchentes generalizadas ocorreram na Paróquia de Beauregard, Luisiana, deixando algumas casas em DeRidder inundadas. Chuvas fortes ao londo da porção sudoeste do estado resultaram o fechamento de algumas rodovias, incluindo a Route 171 e algumas rodovias estaduais. Danos isolados pelo vento forte foram registrados, particularmente perto com a divisa com o Texas, sendo que algumas árvores e postes de linhas de energia elétrica caíram. Cerca de 13.000 pessoas ficamam sem energia elétrica no sudoeste da Luisiana

### Sudoeste dos Estados Unidos
Depois que a circulação de ar de superfície se dissipou, os resíduos de Humberto geraram vários tornados em porções da Carolina do Sul e do Norte e causou danos generalizados em porções de três condados nas partes centrais dos estados. Oito tornados foram registrados, sendo que 7 eram F0 e o outro era F1. Não houve feridos causados pelos tornados.

## Conseqüências
Horas depois do furacão Humberto ter atingido a costa do Texas, o governador daquele estado, Rick Perry, declarou área de destastre natural os condados de Galveston, Jefferson e Orange, que destinou recursos estaduais para assistir os que foram afetados pelo furacão Humberto. O governador pediu que o presidente dos Estados Unidos, George W. Bush, declarasse a região afetada por Humberto como uma área de desastre natural federal em 21 de setembro. Quatro equipes da agência nacional de gerenciamento de emergências calcularam os danos do furacão nos três condados mais afetados. Após quatro dias seguintes após à passagem do furacão Humberto, a empresa de energia elétrica do Texas conseguiu reparar o que foi danificado pelo furacão com uma equipe de 4.000 pessoas.